# Karl Mey
Karl Mey (Wandersleben, 16 de março de 1879 — local da morte desconhecido, após maio de 1945) foi um físico alemão.
Foi presidente da Deutsche Physikalische Gesellschaft, de 1933 a 1935.

## Publicações
- Karl Mey: Über das Kathodengefälle der Alkalimetalle. In: Annalen der Physik. Band 316, Ausgabe 5, 1903.